# جامعة الدكتور مولاي الطاهر (سعيدة)
جامعة الدكتور مولاي الطاهر هي جامعة جزائرية عمومية في مدينة سعيدة.

## الاتفاقيات والتعاون العلمي
وقعت جامعة الدكتور مولاي الطاهر عدة اتفاقيات مع جامعات مختلفة على غرار الجامعات المغربية المتمثلة في كل من جامعة ابن زهر، جامعة القاضي عياض، جامعة سيدي محمد بن عبد الله، والجامعات التركية منها: جامعة إسطنبول، جامعة الفاتح - اسطنبول، جامعة أوبسالا السويدية.

## بنية الجامعة

### الكليات
- كلية العلوم
- كلية التكنولوجيا
- كلية الآداب واللغات والفنون
- كلية الحقوق والعلوم السياسية
- كلية العلوم الإنسانية والاجتماعية
- كلية العلوم الاقتصادية والتجارية وعلوم التسيير

### المكتبات
- المكتبة المركزية
- مكتبة كلية العلوم
- مكتبة كلية التكنولوجيا
- مكتبة كلية علوم الطبيعة والحياة
- مكتبة كلية الآداب واللغات والفنون
- مكتبة كلية الحقوق والعلوم السياسية
- مكتبة كلية العلوم الإنسانية والاجتماعية
- مكتبة كلية العلوم الاقتصادية والتجارية وعلوم التسيير

### مخابر البحث
تحتوي الجامعة على 16 مخبر بحث، حيث أنشئ أول مخبر عام 2000 المتخصص في الهندسة والتحليل والتطبيق.
|    | اسم مخبر البحث                                                   | تاريخ الإنشاء |
| -- | ---------------------------------------------------------------- | ------------- |
| 1  | الهندسة والتحليل، والتطبيق                                       | 2000          |
| 2  | دراسات الفيزياء الكميائية                                        | 2000          |
| 3  | أساليب النمذجة وحساب                                             | 2000          |
| 4  | موارد المياه والبيئة                                             | 2000          |
| 5  | حركة النقد الأدبي في الجزائر                                     | 2003          |
| 6  | نماذج العشوائية والإحصاء وتطبيقات                                | 2011          |
| 7  | تعليمية مكتب الإحصاء الاتحادي                                    | 2011          |
| 8  | تقييم الإدارة والأداء المؤسسي                                    | 2012          |
| 9  | التنمية في مجال العلوم الاجتماعية والإنسانية                     | 2012          |
| 10 | اللغويات الاجتماعية وتحليل الخطاب                                | 2012          |
| 11 | التقنيات الرائدة للاتصالات                                       | 2012          |
| 12 | الهندسة الكهربائية                                               | 2012          |
| 13 | اللغويات والترجمة                                                | 2012          |
| 14 | إدارة المعرفة والبيانات المعقدة                                  | 2013          |
| 15 | حماية حقوق الإنسان                                               | 2013          |
| 16 | علم التسمم البيولوجي، التداوي بالأعشاب والتثمين البيولوجي للنبات | 2015          |